# Marie-Geneviève Navarre
Marie-Geneviève Navarre (n. 29 mai 1735, Paris, Regatul Franței – d. 7 septembrie 1795, Paris, Prima Republică Franceză) a fost o pictoriță și miniaturistă franceză care a creat lucrări de artă în pasteluri și uleiuri, deși este cunoscută mai ales pentru pastelurile sale.

## Viața
Navarre, cunoscută și sub numele de Antoinette-Geneviève Navarre sau pur și simplu Geneviève Navarre,  s-a născut la Paris (1737) și a studiat arta acolo cu maestrul pastelist Maurice Quentin de la Tour⁠(d), un portretist regal admirat pentru că „își înzestra personajele cu un farmec și o inteligență aparte”. Cu „portretele sale convingătoare în pastel”, Navarre a devenit cunoscută ca fiind una dintre „cele mai apreciate pastelliste ale secolului al XVIII-lea”.
Portretul în pastel a devenit popular în Franța odată cu sosirea lui Rosalba Carriera⁠(d) de la Veneția, o artistă a stilului rococo italian care a fost foarte solicitată la Paris pentru portretele sale în 1720 și 1721. Navarre i-a călcat pe urme și, pe măsură ce a devenit mai importantă, „portretele sale în pastel au fost apreciate pentru îndemânarea, realismul și căldura lor”.
La mijlocul secolului al XVIII-lea, era dificil pentru artiste să-și expună lucrările; prestigioasa Académie Royale⁠(d) admitea rareori lucrări create de femei. Prin urmare, multe femei au căutat oportunități de expunere la Académie de Saint-Luc⁠(d), care era mai primitoare, numărând 130 de femei printre cei 4.500 de artiști-membri ai săi. Navarre și-a putut expune picturile și desenele de trei ori la Académie și de două ori la Hotel d'Aligre din Rue St. Honoré din Paris.
O recenzie critică a operei lui Navarre, publicată în Almanach des peintres (1776), a comentat favorabil expoziția ei din 1774 de la Académie, care includea portrete atât în pastel, cât și în miniaturi. Criticul a concluzionat că pastelurile erau „superioare miniaturilor ei” și a continuat spunând că „văzând tablourile ei, se putea evalua exact talentul ei, deoarece au fost executate fără ajutor - spre deosebire de cele ale altor domnișoare”.
Navarre era solicitată pentru mai mult decât pentru pastelurile sale originale. De asemenea, a fost angajată frecvent în calitate de copist pentru a crea o replică fidelă a unei alte opere de artă. Dintre numeroasele lucrări cunoscute, doar un singur pastel este cunoscut ca fiind semnat de Navarre. 

## Expoziții
- 1762, Académie de Saint-Luc [4]
- 1762, Hotel d'Aligre din Rue St. Honoré [4]
- 1764, Académie de Saint-Luc [4]
- 1764, Hotel d'Aligre din Rue St. Honoré [4]
- 1774, Académie de Saint-Luc [4]
- 1774, Salon de la Correspondence [4]
- 2016, Muzeul Național al Femeilor în Arte [6]